# Орехов, Андрей Михайлович
Андрей Михайлович Орехов (род. 10 июля 1962, Ижевск, СССР) — специалист в области социальной философии, доктор философских наук.

## Биография
Закончил философский факультет МГУ (1986) и аспирантуру того же факультета (1993).
Работал в Московской медицинской академии (1986 — 1989), Российской государственной академии физической культуры (1993 — 1994).
С 1994 по настоящее время — на кафедре социальной философии Российского университета Дружбы народов: старший преподаватель, доцент.
В 1990-1993 годах являлся аспирантом кафедры социальной философии при философском факультете МГУ.
В 1993 году им была защищена кандидатская диссертация под названием «Бюрократизм как социальный феномен».
В 2009 году была защищена докторская диссертация под названием "Интеллектуальная собственность: опыт социально-философского исследования".
А.М. Орехов разработал концепцию собственности — т.н. «фундаментальную парадигму»; проанализировал политэкономическую природу бюрократизма (в частности, выдвинул предположение, что основой для функциональной бюрократии является особый фундаментальный тип собственности — «собственность на управление»).
Разработал экономико-философский подход к пониманию интеллектуальной собственности, согласно которому эта собственность представляет собой всякое владение, распоряжение и пользование знанием и информацией (в то время как юридическая концепция интеллектуальной собственности — авторское и патентное право — относит к ней лишь некоторые специфические типы новооткрытого знания); выдвинул и обосновал положение о существовании особых классоподобных групп — "оверстратов": такие группы складываются на основе общности средств производства и характера труда из схожих между собой профессиональных "стратов"; всего можно говорить о трех "оверстратах": интеллектуальных собственниках (интеллектуалах), вещественных собственниках и управленцах; ввел понятие интеллектуалов как интеллектуальных собственников в широком смысле, — т. е. как лиц, работающих на интеллектуальных средствах труда и создающих интеллект, продукт труда, а в совокупности образующих особый оверстрат со своими интересами и своей особой ("интеллектуальной") культурой и идеологией; предложил новый взгляд на вещественную собственность, согласно которому последняя делится на внешнние по отношению к человеческому телу вещи ("предметная" вещественная собственность) и само человеческое тело ("телесная" вещественная собственность), причем каждая "телесная" вещественная собственность индивидуальна и неповторима ("невериабельна"), а в качестве субъекта таковой выступает сознание индивида (или, по-другому, человеческого "Я").

Основные интересы: социальная и политическая философия, социальная теория, философия социально-гуманитарных наук, философия экономики.

## Особенности научного и литературного творчества
Опубликовал пять книг:
- Философия экономики в России: рождение традиции.

- Социальная философия: Предмет, структурные профили и вызовы на рубеже XXI века.

- Методы экономических исследований: Учебное пособие.

- Путешествие вслед за Совой Минервы: Античная философия[2].
- История, философия и методология социально-гуманитарных наук[3]

Регулярно Орехов публикует статьи, как собственные, так и соавторстве со своими научными партнёрами, коллегами по изысканиями источников и литературы в стенах Российской государственной библиотеки.
В частности, ряд совместных публикаций с Ореховым имеет юрист и правозащитник оппозиционной направленности Галузо, Василий Николаевич, который борется с произволом в российской правоохранительной системе. Их научное сотрудничество началось в 2015 году, когда была опубликована совместная статья: Орехов А. М., Галузо В. Н. О территориальной целостности государства как философско-правовой категории // Право и государство: теория и практика. 2015. No 12. С. 68—70.
Как пишет сам Галузо, в своих совместных статьях с Ореховым он пытался соединить юридическую теорию с философской (Галузо В. Н. Избранное. 25 лет научного творчества (1993-2017). М., 2017. С. 215.)
Является также писателем-фантастом. В 1983-1986 гг. посещал литературную студию "Луч" МГУ под руководством Игоря Волгина. Является лауреатом литературной премии С. Н. Дурылина .
В 2018 году опубликовал фантастический роман "Погребенные временем".